# 性單戀
性單戀（英語：lithromantic），是无浪漫倾向谱系（aromantic spectrum）的一支。指對某人產生好感，卻不希望從對方獲得情感回應的人。因此，这类族群的恋爱情結可能会因对方做了情感回應而消失。性單戀的成因可能跟依附理論中的逃避型依附及混亂型依附有關。